# بیگ ورلد
بیگ ورلد (انگلیسی: BigWorld) شرکت بازی ویدئویی استرالیایی است، که در سال ۲۰۰۲ تأسیس شد.